# امیلی لو پنک
امیلی لو پنک (به انگلیسی: Émilie Le Pennec) ژیمناست زادهٔ ۳۱ دسامبر ۱۹۸۷ میلادی اهل کشور فرانسه است.